# Javier Sebastián Robles
Javier Sebastián Robles (Buenos Aires, 18 gennaio 1985) è un ex calciatore argentino, di ruolo centrocampista.

## Carriera
Ha giocato nella massima serie dei campionati argentino, nordamericano (statunitense), greco, ecuadoriano, boliviano e peruviano.